# Sarlangāh
Sarlangāh (persiska: سَرلَنگا, Sarlangā, سرلنگاه) är en ort i Iran.   Den ligger i provinsen Mazandaran, i den norra delen av landet, 110 km norr om huvudstaden Teheran. Sarlangāh ligger 42 meter över havet och antalet invånare är 583.
Terrängen runt Sarlangāh är varierad. Runt Sarlangāh är det ganska tätbefolkat, med 108 invånare per kvadratkilometer. Närmaste större samhälle är Motel Qū, 9,0 km öster om Sarlangāh. I omgivningarna runt Sarlangāh växer i huvudsak blandskog.